# Martin Róth
Martin Róth (ur. 3 sierpnia 1841 w Kieżmarku, zm. 25 lutego 1917 r. w Nowej Wsi Spiskiej) – nauczyciel gimnazjalny, pedagog, taternik, spiskoniemiecki działacz turystyczny.

## Życiorys
Przez większość życia był związany z Nową Wsią Spiską i tamtejszymi szkołami, w których nauczał przedmiotów przyrodniczych w latach 1871–1909. Później był również dyrektorem gimnazjum w tym mieście. Jednocześnie od młodości uprawiał turystykę górską, głównie w Tatrach, a następnie w Słowackim Raju. Był wieloletnim, działaczem oddziału Węgierskiego Towarzystwa Karpackiego (Magyarországi Kárpát Egyesület – MKE), aktywnym zwłaszcza od 1891 r., gdy do Spiskiej Nowej Wsi została przeniesiona siedziba towarzystwa. Od 1875 r. działał w zarządzie tego towarzystwa, a od 1878 r. w komitecie redakcyjnym jego roczników – w obu aż do śmierci. Od roku 1883 był (drugim z kolei) przewodniczącym nowowiejskiej sekcji MKE. Był inicjatorem budowy znakowanych szlaków turystycznych i schronisk turystycznych w górach oraz turystycznego uprzystępniania dzikich kanionów Słowackiego Raju. Wspierał rozwój Muzeum Karpackiego w Popradzie, pozostając jednym z najbardziej zasłużonych jego współpracowników. Wiele publikował we wspomnianych Rocznikach Węgierskiego Towarzystwa Karpackiego i w innych wydawnictwach, głównie artykuły o treściach turystycznych, ale też poświęcone np. geografii Spiszu czy nazewnictwu tatrzańskiemu.
Pochowany został na cmentarzu w Nowej Wsi Spiskiej.
W 1888 r. został członkiem honorowym MKE. W niemieckim i węgierskim nazewnictwie tatrzańskim uczczono jego pamięć, nadając Ciężkiemu Szczytowi w Tatrach Wysokich nazwy odpowiednio: Martin-Róth-Spitze i Róth Márton-csúcs. W Słowackim Raju nadano nazwę Róthova roklina wąwozowi skalnemu, będącemu najwyższą częścią doliny Veľký Sokol.

## Wyprawy
- Jagnięcy Szczyt, (M. Róth z towarzyszem, lipiec 1858 r.)[2]

## Dzieła
- Höhenverzeichniss einiger Punkte in der Zips, (MKE Évkönyve 1877.), Lista niektórych punktów wysokościowych na Spiszu,
- Temperaturbeobachtungen eines Hochtouristen, (MKE Évkönyve 1888.), Obserwacje temperatury turysty wysokogórskiego,
- Beiträge zur Nomenklatur der Hohen Tátra, (MKE Évkönyve 1891.), O nazewnictwie w Wysokich Tatrach[2].